# Bernat de Raset
Bernat de Raset (* 14. Jahrhundert; † 19. Dezember 1432 auf Lipari) war der Bruder des Kanonikers der Kathedrale von Girona Dalmau de Raset und katalanischer Militärangehöriger. Beide Brüder wurden in einer gemeinsamen monumentalen gotischen Grabanlage in der Raset-Kapelle der Kathedrale von Girona beigesetzt.

## Leben und Werk
Das Grabmal von Bernat de Raset ist deutlich schlichter gehalten als das seines Bruders Dalmau. Dafür weist es die Besonderheit einer eingearbeiteten Figur des Verstorbenen auf. Ein junger Mann mit einem weißen Harnisch und einer kurzen Tunika mit eingearbeitetem Familienwappen kniet und faltet betend die Hände. Die Figur referiert auf die seit dem 14. Jahrhundert in Katalonien bezeugte Tradition von Denkmälern für Militärhelden. Eine längere epigraphische Inschrift bezeugt die Zugehörigkeit des Verstorbenen zum Militär und bestimmt mit dem 19. Dezember 1432 dessen Todestag und mit der Insel Lipari im Tyrrhenischen Meer dessen Todesort. Bernat de Raset fiel im Umfeld der sardischen Feldzüge. Sein Grabmal wurde von seinem Bruder Dalmau de Raset als Sinnbild eines militärischen Märtyrers mit seiner eigenen Grabanlage angelegt.